# وارطان وارطانیان
وارطان وارطانیان (ارمنی: Վարդան Վարդանյան؛ زاده ۱۹۴۳) مهندس مکانیک، نماینده ارمنی‌های ارمنی‌های تهران و شمال ایران در دوره‌های دوم تا پنجم مجلس شورای اسلامی (۱۹۸۴-۲۰۰۰) و عضو هیئت رئیسه کمسیون صنایع مجلس بوده است.

## زندگی‌نامه
او در ۱۹۴۳ میلادی (۱۳۲۲ خورشیدی) در محله جلفای نو اصفهان به دنیا آمد. تحصیلات ابتدایی را در شهر زادگاهش و تحصیلات متوسطه را در مدرسهٔ کوشش داوتیان تهران به پایان رسانید. در سال ۱۹۶۲ (۱۳۴۱) پس از اتمام تحصیلات متوسطه خویش به عنوان شاگرد اول در کنکور دانشگاه تهران شرکت نموده و با کسب مقام پنجم در رشته مهندسی مکانیک در این دانشگاه مشغول به تحصیل شد و همچنین به عنوان مهندس دوره‌های تخصصی مصالح ساختمانی را در آلمان طی کرد.
او از سال ۱۹۸۴ (۱۳۶۳) به مدت ۱۶ سال به عنوان نماینده ارامنه تهران و شمال ایران در مجلس شورای اسلامی حضور یافت و در کمیسیون صنایع مجلس عضویت داشت و چند دوره نیز به عنوان عضو هیئت رئیسه این کمیسیون انتخاب شد.

## نگارخانه

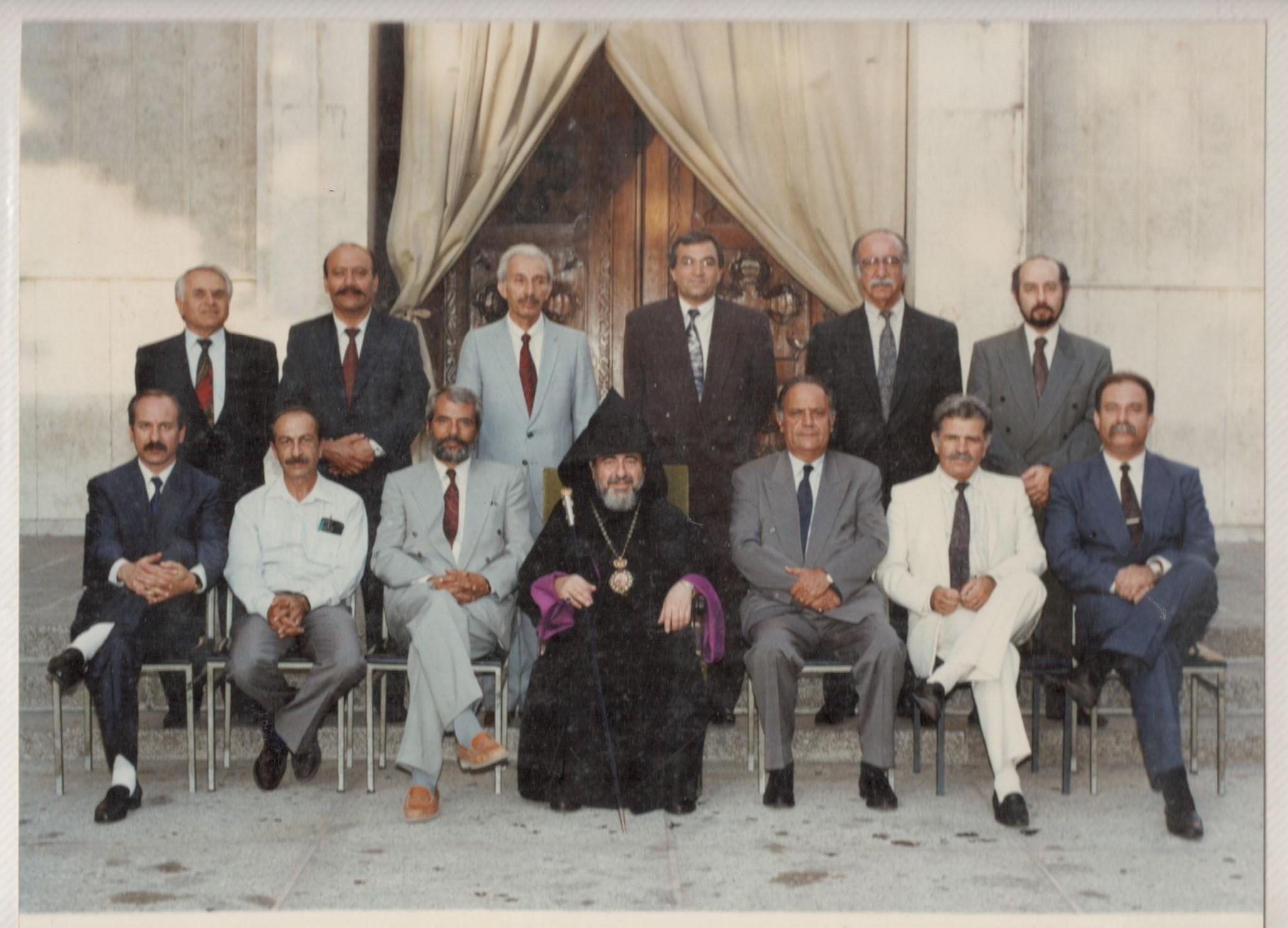